# Bruno Frick
Bruno Frick, né le 31 mai 1953 à Wittenbach, est un homme politique suisse, membre du Parti démocrate-chrétien.

## Biographie
Licencié en droit de l'Université de Zurich en 1978, il s'établit comme notaire à Einsiedeln puis comme avocat à Pfäffikon.
Entre 1988 et 1991, il est élu au Grand Conseil du canton de Schwytz. Il est ensuite élu, le 25 novembre 1991, au Conseil des États ; il préside cette chambre en 2005. Il n'est pas réélu en 2011. Il est également vice-président de son parti entre septembre 2004 et février 2008.